# 粘毛鼠尾草
粘毛鼠尾草（学名：Salvia roborowskii）是唇形科鼠尾草属的植物。分布于不丹以及中国大陆的青海、四川、甘肃、云南、西藏等地，生长于海拔2,500米至3,700米的地区，见于沟边荫处、山坡草地或山脚山腰，目前已由人工引种栽培。